# Canton de Capendu
Pour les articles homonymes, voir Capendu (homonymie).

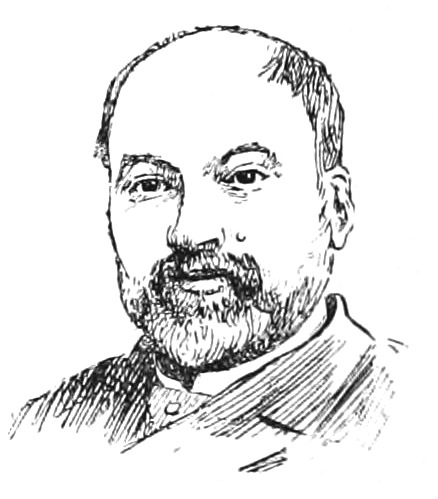
Ferdinand Théron (1834-1911) conseiller général de 1880 à 1885.

Le canton de Capendu est une ancienne division administrative française située dans le département de l'Aude.

## Géographie
Ce canton était organisé autour de Capendu dans l'arrondissement de Carcassonne. Son altitude variait de 48 m (Saint-Couat-d'Aude) à 601 m (Moux) pour une altitude moyenne de 105 m.

## Administration

### Conseillers généraux de 1833 à 2015
| Période | Période           | Identité                    | Étiquette          | Qualité |
| ------- | ----------------- | --------------------------- | ------------------ | --- |
| 1833    | 1848              | Antoine Lapeyre             |                    | Notaire Maire de Trèbes |
| 1848    | 1848              | Pierre-François Pellegry    |                    | Propriétaire |
| 1848    | 1852              | Antoine Lapeyre             | Parti de l'ordre   | Propriétaire à Aragon |
| 1852    | 1855              | Aristide Salaman            |                    | Notaire |
| 1855    | 1865 (décès)      | Etienne Laborde             |                    | Colonel |
| 1865    | 1871              | Alphonse Peyrière           |                    | Maire de Floure |
| 1871    | 1880              | Alphonse Coste              | Républicain        | Propriétaire |
| 1880    | 1883              | Antoine Lapeyre             | Républicain        | Médecin à Trèbes |
| 1883    | 1886 (démission)  | Ferdinand Théron            | Radical-Socialiste | Conseiller municipal de Carcassonne Député (1885→1903)                                                                          |
| 1886    | 1887              | Antoine Lapeyre             | Républicain        | Médecin à Trèbes |
| 1887    | 1892              | Auguste Barbaza             | Radical-Socialiste | Négociant en vins Maire de Capendu Conseiller d'arrondissement                                                                  |
| 1892    | 1892              | Antoine Lapeyre             | Républicain        | Médecin à Trèbes |
| 1892    | 1898              | Ferdinand Théron            | Radical-Socialiste | Conseiller municipal de Carcassonne Député (1885→1903) Sénateur (1903→1910)                                                     |
| 1898    | 1910              | Auguste Barbaza             | Radical-Socialiste | Négociant en vins Maire de Capendu Sénateur de l'Aude (1904→1912)                                                               |
| 1910    | 1923              | François Joucla             | Radical-Socialiste | Propriétaire et minotier Maire de Trèbes                                                                                        |
| 1923    | 1926 (décès)      | Auguste Barbaza (fils)      | Radical-Socialiste | Maire de Capendu |
| 1926    | 1934              | Emmanuel Dalbès             | Radical-Socialiste | Médecin à Capendu |
| 1934    | 1935 (annulation) | Pierre Gabarrou             | Radical-Socialiste | Propriétaire à Capendu Conseiller d'arrondissement                                                                              |
| 1935    | 1940              | Georges Guille              | SFIO               | Instituteur à Badens |
|         |                   |                             |                    | |
| 1942    | 1945              | Pierre Gabarrou (1884-1974) | Radical-Socialiste | Ingénieur, agent des mines à Carmaux Maire de Capendu Ancien conseiller d'arrondissement Nommé conseiller départemental en 1942 |
|         |                   |                             |                    | |
| 1945    | 1976              | Georges Guille              | SFIO puis DVG      | Instituteur à Badens Député (1945→1958 et 1967→1973) Sénateur (1959→1967) Président du Conseil Général (1945→1948 et 1951→1973) |
| 1976    | 1988              | Antoine Azeau (1922-1991)   | PS                 | Chef de service Maire de Marseillette Député suppléant de Joseph Vidal (1978→1986)                                              |
| 1988    | 2001              | Roger Lacoste (1928-2021)   | PS                 | Président de l'Office départemental des sports, Conseiller municipal de Trèbes (1989→1995)                                      |
| 2001    | 2015              | Robert Alric                | PS                 | Gérant d'entreprise Maire de Badens (1983→2014) Elu en 2015 dans le canton de Trèbes                                            |

### Conseillers d'arrondissement (de 1833 à 1940)
| Période                                  | Période | Identité        | Étiquette          | Qualité |
| ---------------------------------------- | ------- | --------------- | ------------------ | --- |
| 1833                                     | 1842    | Hercule Théron  |                    | Maitre de poste à Moux                                                                                      |
| 1842                                     | 1861    | M. Combes       |                    | Adjoint au maire de Capendu                                                                                 |
|                                          |         |                 |                    | |
| av.1882                                  | 1887    | Auguste Barbaza | Républicain        | Négociant en vins Adjoint au maire de Capendu suppléant du juge de paix                                     |
|                                          |         |                 |                    | |
| 1889                                     | 1907    | Antoine Marty   | Républicain modéré | Négociant en vins Adjoint au maire de Capendu                                                               |
| 1907                                     | 1928    | Adrien Duchan   | Radical            | Propriétaire Président de la Société de secours mutuel à Trèbes                                             |
| 1928                                     |         | Joseph Sarda    | Radical            | Maire de Blomac                                                                                             |
|                                          | 1934    | Pierre Gabarrou | Radical            | Ingénieur, agent des mines à Carmaux Maire de Capendu                                                       |
| 1934                                     | 1940    | M. Cassagneau   | SFIO               | Transporteur à Capendu                                                                                      |
| 1940                                     |         |                 |                    | Les conseils d'arrondissement ont été suspendus par la loi du 12 octobre 1940 et n'ont jamais été réactivés |
| Les données manquantes sont à compléter. |         |                 |                    | |

## Composition
Le canton de Capendu regroupait dix-huit communes
| Nom                   | Code Insee | Intercommunalité                               | Superficie (km2) | Population (dernière pop. légale) | Densité (hab./km2) |
| --------------------- | ---------- | ---------------------------------------------- | ---------------- | --------------------------------- | ------------------ |
| Capendu (chef-lieu)   | 11068      | CA Carcassonne Agglo                           | 15,12            | 1 532 (2014)                      | 101                |
| Badens                | 11023      | CA Carcassonne Agglo                           | 9,60             | 797 (2014)                        | 83                 |
| Barbaira              | 11027      | CA Carcassonne Agglo                           | 9,40             | 731 (2014)                        | 78                 |
| Blomac                | 11042      | CA Carcassonne Agglo                           | 8,41             | 221 (2014)                        | 26                 |
| Bouilhonnac           | 11043      | CA Carcassonne Agglo                           | 5,71             | 237 (2014)                        | 42                 |
| Comigne               | 11095      | CA Carcassonne Agglo                           | 9,24             | 306 (2014)                        | 33                 |
| Douzens               | 11122      | CA Carcassonne Agglo                           | 14,91            | 710 (2014)                        | 48                 |
| Floure                | 11146      | CA Carcassonne Agglo                           | 4,25             | 402 (2014)                        | 95                 |
| Fontiès-d'Aude        | 11151      | CA Carcassonne Agglo                           | 6,07             | 412 (2014)                        | 68                 |
| Marseillette          | 11220      | CA Carcassonne Agglo                           | 11,17            | 715 (2014)                        | 64                 |
| Montirat              | 11248      | CA Carcassonne Agglo                           | 12,67            | 75 (2014)                         | 5,9                |
| Monze                 | 11257      | CA Carcassonne Agglo                           | 13,96            | 216 (2014)                        | 15                 |
| Moux                  | 11261      | CC Région Lézignanaise, Corbières et Minervois | 15,70            | 691 (2014)                        | 44                 |
| Roquecourbe-Minervois | 11318      | CC Région Lézignanaise, Corbières et Minervois | 3,62             | 120 (2014)                        | 33                 |
| Rustiques             | 11330      | CA Carcassonne Agglo                           | 6,47             | 504 (2014)                        | 78                 |
| Saint-Couat-d'Aude    | 11337      | CC Région Lézignanaise, Corbières et Minervois | 5,38             | 409 (2014)                        | 76                 |
| Trèbes                | 11397      | CA Carcassonne Agglo                           | 16,36            | 5 498 (2014)                      | 336                |
| Villedubert           | 11422      | CA Carcassonne Agglo                           | 3,04             | 341 (2014)                        | 112                |

## Culture, Terroir et Produits
Le canton a sur son territoire les appellations qualitatives suivantes :
- Vin de pays des Coteaux de Miramont : 
  - communes de Barbaira, Capendu, Comigne, Douzens, Floure, Fontiès-d'Aude, Marseillette, Moux et Saint-Couat-d'Aude.

## Démographie
| 1962  | 1968  | 1975   | 1982   | 1990   | 1999   | 2006   | 2011   | 2012   |
| ----- | ----- | ------ | ------ | ------ | ------ | ------ | ------ | ------ |
| 9 449 | 9 958 | 10 060 | 11 699 | 12 009 | 12 385 | 13 342 | 13 554 | 13 637 |